# Aeropuerto de Chara
El Aeropuerto de Chara (en ruso: Аэропорт Чара; IATA: , ICAO: UIAR), se encuentra 2 km al noreste de Chara, en el krai de Zabaikalie, Rusia. También es conocido como Aeropuerto de Chara/Kyust-Kemda.
El espacio aéreo está controlado desde el FIR de Chitá (ICAO: UIAA).

## Pista
El aeropuerto de Chara dispone de una pista de hormigón con dirección 06/24 y unas dimensiones de 1.800 × 35 m (5.905 × 115 pies).